# 臺北市大安區銘傳國民小學
臺北市大安區銘傳國民小學（英語：Taipei Municipal Mingchuan Elementary School）是臺北市大安區的一所市立國民小學，位於羅斯福路四段21號，毗邻國立台灣大學校總區，對面是捷運公館站和水源市場，校名係紀念清朝名臣劉銘傳。

## 歷史沿革
學校成立於1954年，在1986年時學校班級數曾多達65班，當時學生人數超過3000人。
現在國小與幼兒園學生人數大約700人。
台北市區劃修正前，校區位於古亭區內，舊稱台北市古亭區銘傳國民學校。

### 歷任校長
| 任數 | 就任日期   | 姓名           |
| 1    | 1954年8月  | 洪攀桂         |
| 2    | 1958年11月 | 陳展之         |
| 3    | 1960年11月 | 洪攀桂         |
| 4    | 1964年10月 | 張郭水         |
| 5    | 1969年3月  | 陳翼演         |
| 6    | 1972年8月  | 邱式寶（代理） |
| 7    | 1973年8月  | 李永臣         |
| 8    | 1979年8月  | 陳家炳         |
| 9    | 1983年8月  | 寯             |
| 10   | 1989年8月  | 高子儒         |
| 11   | 1992年8月  | 李宏才         |
| 12   | 1997年8月  | 林重孝         |
| 13   | 2000年8月  | 洪國本         |
| 14   | 2004年8月  | 洪國本（連任） |
| 15   | 2008年8月  | 邱春堂         |
| 16   | 2012年8月  | 邱春堂（連任） |
| 17   | 2016年8月  | 褚希雯         |
| 18   | 2020年8月  | 褚希雯（連任） |
| 19   | 2022年8月  | 卓家意         |

## 知名畢業校友
- 陳時中：曾任行政院衛生署副署長、中華民國牙醫師公會全國聯合會理事長，衛生福利部升格後曾任該部部長，歷經林全、賴清德、蘇貞昌等三位行政院院長執政。COVID-19疫情在臺灣爆發時，其亦曾兼任中央流行疫情指揮中心指揮官，現任行政院政務委員。
- 高惠宇：曾任國民大會代表、立法委員，後亦曾任《聯合報》政治記者、採訪主任、專欄主任、國際中心主任、副總編輯等職。
- 費玉清：臺灣著名男歌手、主持人。
- 童嘉：臺灣兒童繪本作家。

## 外部連結
- 台北市立銘傳國民小學 （页面存档备份，存于）